# Вачука Сити (Аризона)
Вачука Сити (енгл. Huachuca City) град је у америчкој савезној држави Аризона. По попису становништва из 2010. у њему је живело 1.853 становника.

## Демографија
Према попису становништва из 2010. у граду је живело 1.853 становника, што је 102 (5,8%) становника више него 2000. године.
| Група             | 2000.         | 2010.         |
| Белци             | 1.199 (68,5%) | 1.232 (66,5%) |
| Афроамериканци    | 119 (6,8%)    | 119 (6,4%)    |
| Азијати           | 26 (1,5%)     | 38 (2,1%)     |
| Хиспаноамериканци | 285 (16,3%)   | 364 (19,6%)   |
| Укупно            | 1.751         | 1.853         |